# (95179) Berkó
Pour les articles homonymes, voir Berko.
(95179) Berkó, désignation internationale (95179) Berko, est un astéroïde de la ceinture principale.

## Description
(95179) Berko est un astéroïde de la ceinture principale. Il fut découvert le 16 janvier 2002 à Piszkesteto par Krisztián Sárneczky et Zsuzsanna Heiner. Il présente une orbite caractérisée par un demi-grand axe de 2,39 UA, une excentricité de 0,20 et une inclinaison de 1,8° par rapport à l'écliptique.

## Compléments